# Tropidoscinis nitens
Tropidoscinis nitens är en tvåvingeart som först beskrevs av Oswald Duda 1930.  Tropidoscinis nitens ingår i släktet Tropidoscinis och familjen fritflugor. Inga underarter finns listade i Catalogue of Life.